# Vasili Mishin
Vasily Pavlovich Mishin (✰ Moscou; 18 de janeiro de 1917; ✝ Moscou, 10 de outubro de 2001), em russo: Василий Павлович Мишин, foi um cientista pioneiro envolvido nas pesquisas sobre foguetes e voos espaciais na União Soviética.

## Vida
Foi um engenheiro soviético e um proeminente pioneiro dos foguetes, mais lembrado pelos fracassos no programa espacial soviético que ocorreu sob sua liderança.
Mishin nasceu em Byvalino, no Bogorodsky Uyezd da Governadoria de Moscou do Império Russo, e estudou matemática no Instituto de Aviação de Moscou.
Mishin foi um cientista de foguetes soviético e um dos primeiros especialistas soviéticos a ver as instalações V-2 da Alemanha nazista no final da Segunda Guerra Mundial, junto com outros como Sergey Korolev , que o precedeu como chefe do escritório de design do OKB-1, e Valentin Glushko, que o sucedeu.
Mishin trabalhou com Korolev como seu representante no Experimental Design Bureau trabalhando em projetos como o desenvolvimento do primeiro ICBM soviético, bem como nos programas Sputnik  e Vostok. Ele se tornou chefe do escritório de projetos OKB-1 de Korolev e foi o designer-chefe após a morte de Korolev em 1966, durante uma cirurgia para remover um tumor do cólon de Korolev. Ele herdou o programa de foguetes N1 , que pretendia pousar um homem na Lua, mas que acabou sendo fatalmente falho (em grande parte devido à falta de financiamento adequado).
O desenvolvimento do N1 começou em 14 de setembro de 1956, uma década antes de Mishin assumir o controle. Ele foi selecionado para uma missão de pouso lunar, que exigia um projeto capaz de colocar noventa e cinco toneladas de carga em órbita, contra cinquenta e mais tarde 75 toneladas exigidas anteriormente no desenvolvimento.  Sob Korolev, um precedente de renúncia a muitos dos testes de solo usuais foi iniciado. De acordo com Korolev, isso ocorreu porque as instalações adequadas não seriam financiadas e também permitiria voos de teste anteriores. Algumas das falhas que Mishin enfrentou durante sua liderança poderiam ter sido evitadas se mais testes tivessem sido conduzidos neste estágio. Para lidar com falhas de motor, o sistema KORD foi criado sob Mishin. Para evitar que o foguete tenha um voo irregular que resultaria do empuxo desequilibrado causado por um motor com defeito, o motor defeituoso e o motor oposto a ele na base do foguete seriam desligados. A KORD também faria os cálculos necessários para compensar os motores ausentes, o que permitiria que a mesma trajetória de voo fosse mantida.
O N1, apesar de sua necessidade para missões planejadas, nunca foi voado com sucesso. O primeiro voo de teste, em 3 de fevereiro de 1969, teve problemas de encanamento interno que levaram a um incêndio um minuto depois. No entanto, ele demonstrou o sistema KORD funcionando com sucesso, bem como a implantação adequada do sistema de segurança de ejeção. O segundo lançamento, em 3 de julho, apresentou falha segundos após a ignição, fazendo com que o foguete caísse de volta na Barra de Lançamento e causasse danos significativos. O terceiro lançamento do N1 ocorreu em 22 de junho de 1971, depois que melhorias foram feitas no KORD, no cabeamento e nas bombas de combustível, além da adição de um sistema de extinção e filtros. Antes do lançamento, os motores individuais foram testados e o Launchpad foi reparado. Pela primeira vez, todos os trinta motores do primeiro estágio deram partida com sucesso, o que foi a causa do fracasso do voo. Quando todos os motores ligavam juntos, isso criava uma rolagem inesperadamente alta (rotação ao longo do eixo de empuxo), que estava além da força dos motores vernier de compensação , projetados para manter o voo estável. Essa foi outra falha que poderia ter sido evitada com testes de aterramento adequados.
Para o quarto e o que viria a ser o voo final do N1, refinamentos adicionais foram feitos, incluindo quatro motores vernier adicionais, blindagem térmica adicional para componentes internos, um novo sistema de controle digital e sensores adicionais emparelhados com um sistema de relé de alta velocidade. O programa espacial soviético estava agora de olho na criação de uma base na Lua, mas primeiro precisava finalmente ter sucesso com este projeto. O lançamento foi em 23 de novembro de 1972, com um plano de voo aprovado por Mishin para orbitar a Lua quarenta e duas vezes, com atividades de voo como tirar fotos de futuros locais de pouso, antes de retornar à Terra em 4 de dezembro. predecessores, mas pouco antes do primeiro estágio era separar um motor pegou fogo, fazendo com que toda a estrutura explodisse, mas não antes de o sistema de escape ser ativado.
Apesar de suas habilidades com foguetes, Mishin não era conhecido como um administrador competente. Ele é frequentemente culpado pelo fracasso do programa para colocar um homem na Lua,  e enfrentou críticas por seu consumo de álcool. Ele foi descrito pelo primeiro-ministro soviético Nikita Khrushchev como "não [tendo] a menor ideia de como lidar com os muitos milhares de pessoas, cuja gestão havia sido carregada sobre seus ombros, nem fazer a enorme máquina governamental irreversível trabalhar por dele".
Em maio de 1967, Yuri Gagarin e Alexei Leonov criticaram o "pouco conhecimento de Mishin sobre a espaçonave Soyuz e os detalhes de sua operação, sua falta de cooperação no trabalho com os cosmonautas em voo e atividades de treinamento" e pediram a Nikolai Kamanin que ele fosse citado em o relatório oficial sobre o acidente da Soyuz 1, que matou Vladimir Komarov. Leonov descreveu Mishin como "hesitante, pouco inspirador, pobre em tomar decisões, relutante em assumir riscos e ruim em gerenciar o corpo de cosmonautas"  Outras falhas durante seu mandato de liderança foram as mortes do Soyuz 11 tripulação, a perda de três estações espaciais e falhas de computador em quatro sondas enviadas a Marte.
Em 15 de maio de 1974, enquanto estava no hospital, Mishin foi substituído por um rival, o Designer de Engenharia Chefe Valentin Glushko, depois que todos os quatro testes de lançamento do N1 falharam.
Ele continuou seus trabalhos educacionais e de pesquisa como chefe do departamento de foguetes do Instituto de Aviação de Moscou.
Vasily Mishin recebeu o título de Herói do Trabalho Socialista por seu trabalho com o programa espacial soviético.
Morreu em Moscou em 10 de outubro de 2001, aos 84 anos.
Seus diários, contendo informações sobre o programa de 1960 a 1974, foram adquiridos pela Fundação Perot em 1993. Em 1997, uma pequena parte da coleção foi doada ao Museu Nacional do Ar e do Espaço para exposição, e em 2004 cópias foram doado à NASA.